# Jana Scheib
Jana Scheib (* 10. Oktober 2000 in Ludwigsburg, Deutschland) ist eine deutsche Handballspielerin.

## Karriere

### Im Verein
Scheib begann das Handballspielen bei den Minis des TV Oppenweiler. Weiterhin spielte sie in ihrer Kindheit Fußball beim TSV Bad Rietenau. Nachdem die Linkshänderin im Jahr 2011 zum SG BBM Bietigheim gewechselt war, beendete sie das Fußballspielen. Bei der SG BBM Bietigheim lief sie später für die A-Jugend in der Jugendbundesliga sowie für die 2. Damenmannschaft in der 3. Liga auf.
Scheib erzielte am 6. Januar 2018 für die erste Bietigheimer Damenmannschaft ihre ersten beiden Bundesligatreffer gegen den HC Rödertal. Nur wenige Tage später stand sie in der EHF Champions League im Kader der SG BBM. Nachdem Scheib anschließend überwiegend für die Drittligamannschaft aufgelaufen war, schloss sie sich im Sommer 2019 dem Bundesligisten HSG Bad Wildungen an. In der Saison 2020/21 gehörte sie zu den torgefährlichsten Spielerinnen der Bundesliga.
Scheib wechselte im Sommer 2023 zum Bundesligisten TuS Metzingen. Mit Metzingen gewann sie 2024 den DHB-Pokal. Seit dem Sommer 2025 läuft sie für den Ligakonkurrenten Thüringer HC auf.

### In Auswahlmannschaften
Scheib lief für die Landesauswahl des Handballverbandes Württemberg auf. Mit dieser Auswahlmannschaft nahm sie an der DHB-Sichtung 2015 teil und wurde in das All-Star-Team der Veranstaltung berufen. 2017 nahm sie mit der Landesauswahlmannschaft am DHB-Länderpokal teil und belegte dort den zweiten Platz und wurde ebenfalls in das All-Star-Team gewählt. Scheib nahm mit der deutschen Jugendnationalmannschaft an der U-17-Europameisterschaft 2017 in der Slowakei teil und gewann die Goldmedaille. Im Finale gegen Norwegen war sie mit sechs Treffern die torgefährlichste deutsche Akteurin.